# Philippus-Fastenzeit
Als Philippus-Fastenzeit oder Weihnachtsfastenzeit (Fasten vor Weihnachten) bezeichnet man die 40-tägige Fastenzeit als Vorbereitungszeit vor Weihnachten in den Ostkirchen. Sie ist benannt nach dem Apostel Philippus, da es am Tag nach dessen Gedenktag am 15. November beginnt. Sie entspricht dem vierwöchigen Advent in den westlichen Kirchen. 
In den Kirchen, die den gregorianischen Kalender übernommen haben (wie z. B. die griechisch-orthodoxe Kirche), die sog. Neukalendarier, dauert sie vom 15. November bis 24. Dezember, in den Kirchen, die die Feste nach dem julianischen Kalender begehen (wie z. B. die Russisch-Orthodoxe Kirche), die Altkalendarier, vom 28. November bis 6. Januar des modernen Kalenders (was dem 15. November und dem 24. Dezember des julianischen Kalenders entspricht). Die  Philippus-Fastenzeit  endet am 1. Weihnachtsfeiertag bzw. mit dem Nachtgottesdienst an Heiligabend. Das Philippus-Fasten wird in den kirchlichen Büchern seit dem 4. Jahrhundert erwähnt, in der heutigen Form stammt es aus dem 12. Jahrhundert.

## Fastenregeln
Die orthodoxe Kirche orientiert sich bei ihren Fastenregeln auch heute noch an den Regeln der Kirchenväter der ersten Jahrhunderte, die von den antiken Essgewohnheiten der Mittelmeerländer ausgingen. In den orthodoxen Kirchen sind in den Fastenzeiten daher generell Fleisch, Milchprodukte und Eier verboten. Fisch, Wein und Öl sind in der Philippus-Fastenzeit samstags und sonntags erlaubt, Wein und Öl dienstags und donnerstags. Montags, mittwochs und freitags sind weder Wein noch Öl erlaubt. Das bedeutet, dass der Speiseplan an diesen Tagen also praktisch nur aus Gemüse, das ohne Öl gekocht oder gedünstet wird, Kartoffeln und Brot besteht, wobei gewöhnlich Getreide, Buchweizen, Pilzen, Nüssen oder Hülsenfrüchten besondere Bedeutung zukommt. Wein und Öl sind an diesen Tagen auch erlaubt, wenn ein Gedenktag eines wichtigen Heiligen auf diesen Tag fällt. Fisch ist erlaubt, wenn die Gemeinde ihr Patronatsfest an einem dieser Tage begeht. Die Zeiten vom 20.–24. Dezember und vom 2.–6. Januar sind strenger – hier ist selbst samstags und sonntags kein Fisch erlaubt. Der Tag vor Weihnachten (Heiligabend) ist ein strenger Fastentag. Uneinigkeit herrscht darüber, wie Meeresfrüchte in Fastenzeiten zu behandeln sind. Sie stellen heutzutage eine teure Delikatesse dar, waren im Altertum aber eine minderwertige Kost. Manche betrachten Meeresfrüchte daher der Tradition folgend auf einer strengen und damit häufigeren Stufe wie Öl und Wein, andere dagegen auf einer weniger strengen und damit selteneren Stufe wie Fisch. Die Frage, ob die Fastenregeln an die Erfordernisse der heutigen Zeit angepasst werden sollen, muss erst auf einem großen panorthodoxen Konzil geklärt werden, auf das die autokephalen (selbständigen) orthodoxen Kirchen für die Zukunft hinarbeiten.

## Besondere Gedenktage und Sonntage
Folgende Gedenktage fallen in diese Fastenzeit: Evangelist und Apostel Matthäus (16. bzw. 29. November), Einzug der allerheiligsten Gottesgebärerin in den Tempel (21. November bzw. 4. Dezember), Andreas (Apostel) (30. November bzw. 13. Dezember), Großmärtyrerin Barbara (4. bzw. 17. Dezember), Sankt Nikolaus (6. bzw. 19. Dezember), Heiliger Spyridon und Hermann von Alaska (12. bzw. 25. Dezember) und die Märtyrer Eustratios, Auxentios, Eugen, Mardarios und Orest (13. bzw. 26. Dezember).
In den Verlauf der Fastenzeit fallen auch mehrere Gedenktage, an denen man sich an Propheten des Alten Testaments erinnert, die die Menschwerdung Gottes voraussagen: Obadja (19. November bzw. 2. Dezember), Nahum (1. bzw. 14. Dezember), Habakuk (2. bzw. 15. Dezember), Zefanja (3. bzw. 16. Dezember), Haggai (16. bzw. 29. Dezember), Daniel und die drei Jünglinge Ananias, Azarias und Misael im Feuerofen (17. bzw. 30. Dezember).
Die letzten beiden Sonntage vor Weihnachten haben einen besonderen Namen: der zweite Sonntag vor Weihnachten ist der Sonntag der Heiligen Vorväter, an dem der Vorfahren Christi bis Adam gedacht wird. Der Sonntag vor Weihnachten ist der Sonntag der Heiligen Väter, an dem der 318 Väter des 1. Ökumenischen Konzils des Jahres 325 n. Chr. gedacht wird.

## Ziel und Zweck des Fastens
Das Fasten soll dazu dienen, Körper, Geist und Seele zu reinigen und sich ganz auf Gott bzw. das liturgische Festgeheimnis zu konzentrieren. Der Gläubige versucht in dieser Zeit, öfter in die Kirche, zur Beichte, zur Kommunion zu gehen, jeden Tag die Gebetsregel zu beten bzw. mehr zu beten als üblicherweise und geistliche Literatur (Bibel, Bücher von Heiligen etc.) zu lesen. Wichtig sind die Reue, das Gebet, die gute Tugend und die Enthaltsamkeit. Der tiefere Sinn der Fastenzeit wird begründet durch eine Verbesserung des Lebens durch die Veränderung eigener Gedanken, Worte und Taten zum Guten hin.